# Грачёвский сельсовет (Липецкая область)
Грачёвский сельсове́т — сельское поселение в Усманском районе Липецкой области.
Административный центр — село Грачёвка.

## История
В соответствии с законами Липецкой области № 114-оз от 02.07.2004 и № 126-оз от 23.09.2004 сельсовет наделён статусом сельского поселения, установлены границы муниципального образования.

## Население
| 2010 | 2012 | 2013 | 2014 | 2015 | 2016 | 2017 |
| ---- | ---- | ---- | ---- | ---- | ---- | ---- |
| 910  | ↘876 | ↗880 | ↘857 | ↘853 | ↘852 | →852 |
| 2018 | 2021 |      |      |      |      |      |
| ↘824 | ↘790 |      |      |      |      |      |

## Состав сельского поселения
| № | Населённый пункт | Тип населённого пункта       | Население |
| - | ---------------- | ---------------------------- | --------- |
| 1 | Грачёвка         | село, административный центр | ↘790      |